# Magma (đại số)
Trong đại số trừu tượng, một magma là một dạng cấu trúc đại số cơ bản. Cụ thể, một magma bao gồm một tập hợp cùng với một phép toán hai ngôi có tính đóng. Không có tính chất nào khác được yêu cầu.
Trong lịch sử, magma cũng được gọi là groupoid (không nên nhầm lẫn với groupoid trong lý thuyết phạm trù).

## Lịch sử
Khái niệm groupoid (phỏng nhóm) được đề xuất năm 1927 bởi  Heinrich Brandt (dịch từ tiếng Đức Gruppoid). Cụm từ này sau đó được dùng bởi B. A. Hausmann và Øystein Ore (1937) với ý nghĩa được dùng trong bài này (một tập hợp với một phép toán hai ngôi đóng). Trong một vài bài phê bình những bài luận trong Zentralblatt, Brandt không đồng ý với cách sử dụng thuật ngữ này. Phỏng nhóm Brandt là một phỏng nhóm theo nghĩa thường dùng trong lý thuyết phạm trù, không phải theo nghĩa dùng bởi Hausmann and Ore. Tuy nhiên, những quyển sách quan trọng trong lý thuyết nhóm, bao gồm Clifford và Preston (1961) và Howie (1995), dùng phỏng nhóm theo nghĩa của Hausmann và Ore. Hollings (2014) viết rằng từ groupoid "có lẽ thường được dùng trong toán học" theo nghĩa từ lý thuyết phạm trù.
Theo Bergman và Hausknecht (1996): "Không có một tên quy ước nào cho một tập hợp với một phép toán hai ngôi không nhất thiết kết hợp. Từ groupoid được dùng bởi nhiều nhà đại số phổ dụng, nhưng những người làm việc với lý thuyết phạm trù và những ngành liên quan phản đối các dùng này vì họ dùng từ đó để chỉ 'phạm trù mà mọi mũi tên đều nghịch đảo được'. Tên gọi magma được dùng bởi Serre [Lie Algebras and Lie Groups, 1965]." Nó cũng xuất hiện trong Éléments de mathématique, Algèbre, chapitres 1 à 3, 1970 của Nicolas Bourbaki.

## Định nghĩa
Một magma là một tập hợp M cùng với một phép toán, ⋅, biến hai phần tử a, b ∈ M thành một phần tử khác a ⋅ b. Để được gọi là magma, tập hợp và phép toán (M, ⋅) phải thỏa mãn điều kiện sau (còn gọi là tiên đề magma hay tiên đề đóng):
Với mọi a, b thuộc M, kết quả của phép toán a ⋅ b cũng thuộc M.
Và trong ký hiệu toán học:
a, b ∈ M ⟹ a ⋅ b ∈ M.
Nếu ⋅ là một phép toán riêng phần thì M là một magma riêng phần hoặc thông dụng hơn là một phỏng nhóm riêng phần.

## Cấu xạ magma
Một cấu xạ của magma là một hàm số, f : M → N, đi từ magma M đến magma N, và giữ nguyên phép toán hai ngôi:
f (x ⋅M y) = f(x) ⋅N f(y)
trong đó ⋅M và ⋅N lần lượt là phép toán hai ngôi trên M và N.

## Ký hiệu và tổ hợp
Phép toán của magma có thể áp dụng liên tục, và thông thường dưới trường hợp không có tính kết hợp, do thứ tự cần phải được để ý, được ký hiệu bằng các dấu ngoặc. Đồng thời, phép toán •, thường không cần ký hiệu mà viết gọn lại bằng cách viết kề nhau là:
(a • (b • c)) • d = (a(bc))d
Cách  viết như vậy thường được sử dụng để giảm bớt số dấu ngoặc, trong đó các phép toán bên trong và các cặp dấu ngoặc bị bỏ, thay bởi cách viết liền kề, xy • z = (x • y) • z. Ví dụ chẳng hạn, ví dụ ban đầu có thể viết tắt dưới dạng sau, vẫn chứa dấu ngoặc:
(a • bc)d.
Một cách để tránh hoàn toàn việc dùng dấu ngoặc là ký pháp tiền tố, trong đó cùng một biểu thức có thể viết ••a•bcd. Cách khác quen thuộc hơn với các lập trình viên là ký pháp hậu tố, trong đó cùng một biểu thức có thể viết thành abc••d•, với phép thực hiện từ trái qua phải.
Tập của mọi xâu chỉ bao gồm ký hiệu biểu diễn các phần tử trong magma, và tập các cấu ngoặc cân bằng được gọi là ngôn ngữ Dyck. Tổng số cách viết n phép áp dụng toán tử của magma được tính bằng số Catalan, Cn. Do đó, ví dụ, C2 = 2, được hiểu là (ab)c và a(bc) là hai cách duy nhất ghép cặp ba phần tử của magma với hai phép tính. Khó thấy hơn, C3 = 5: ((ab)c)d, (a(bc))d, (ab)(cd), a((bc)d), và a(b(cd)).
Có tất cả nn2 magma với n phần tử nên ta có dãy số 1, 1, 16, 19683, 4294967296,... (dãy số A002489 trong bảng OEIS) tương ứng với số magma có 0, 1, 2, 3, 4,... phần tử. Số các magma không đẳng cấu cùng nhau tương ứng là dãy 1, 1, 10, 3330, 178981952,... (dãy số A001329 trong bảng OEIS) 

## Magma tự do
Một magma tự do MX trên tập X là magma "tổng quát nhất có thể"  sinh bởi X (tức là không có quan hệ hay tiên đề ràng buộc gì trên các phần tử sinh, xem đối tượng tự do). Phép toán hai ngôi trên MX được hình thành bằng việc nhóm hai toán hạng trong dấu ngoặc rồi nhân chúng theo đúng thứ tự. Để lấy ví dụ:
a • b = (a)(b),
a • (a • b) = (a)((a)(b)),
(a • a) • b = ((a)(a))(b).
MX có thể được mô tả là tập các word không có tính kết hợp trên X khi giữ dấu ngoặc.
Ta cũng có thể xem định nghĩa dưới ngôn ngữ của khoa học máy tính, là magma của các cây nhị phân với các nút là được dán nhãn bởi phần tử thuộc X, trong đó phép toán là phép hợp nút rễ. Do đó magma tự do đóng vai trò quan trọng trong ngữ pháp.
Một magma tự do có tính chất phổ quát như sau: Nếu f : X → N là ánh xạ từ tập X đến bất cứ magma N nào, thì ta có một mở rộng độc nhất từ f thành cấu xạ magma f ′
f ′ : MX → N.

## Các dạng magma

Các cấu trúc đại số giữa magma và nhóm

Magma thường không phải chủ đề nghiên cứu, thay vì đó chúng ta có nhiều dạng magma, mỗi dạng có các tiên đề mà phụ thuộc vào đó phép toán phải thỏa mãn, các dạng magma thường được nghiên cứu là:
- Tựa nhóm: Một magma mà  phép chia bao giờ cũng thực hiện được.
  - Vòng: Là tựa nhóm đi kèm theo phần tử đơn vị.
- Nửa nhóm: Magma với phép toán có tính kết hợp.
  - Monoid: Nửa nhóm có phần tử đơn vị.
- Nửa nhóm khả nghịch: Nửa nhóm với tính chất khả nghịch của mỗi phần tử. (Đồng thời là tựa nhóm với phép toán có tính kết hợp)
- Nhóm: Là Magma có tính nghịch đảo, kết hợp và một phần tử đơn vị.

Lưu ý rằng phép chia và nghịch đảo đều cho tính khử.
Magma có tính giao hoán
- Magma giao hoán: Magma có tính giao hoán.
- Nửa dàn: Monoid có tính giao hoán.
- Nhóm abel: Nhóm kèm theo giao hoán.